# Trà Toại
Maha Sajai (chữ Hán: 槃羅茶遂 / Bàn-la Trà-toại, ? - 1474) là quân chủ cuối cùng của liên minh Champa.

## Tiểu sử
Chiến tranh Việt-Chiêm năm 1471 kết thúc với việc liên minh Champa bị xóa sổ về căn bản, tuy nhiên vua Lê Thánh Tông vẫn giữ nguyên hai tiểu quốc Kauthara và Panduranga ở phía Nam đèo Cù Mông như phiên thuộc, đồng thời gom mấy bộ lạc cao nguyên làm tiểu quốc J'rai.
Một tì tướng của vua Maha Sajan là Bố Trì Trì (Jayavarman Mafoungnan) rời sang đất Panduranga (còn gọi là Phan Lung) và xưng chúa, nhưng vẫn phụng cống xưng thần với triều đình Đại Việt. Ông tôn người em kế của Maha Sajan là Maha Sajai làm tân vương Champa và tự giữ quyền nhiếp chính. Dẫu vậy, vai trò của Maha Sajai rất mờ nhạt.
Vào năm 1472, vua Minh Hiến Tông cử sứ bộ do Trần Tuấn và Lý San dẫn đầu sang Panduranga ban sách phong Chiêm Thành vương cho Maha Sajai, khi về sứ bộ có ghé qua cố đô Vijaya (bấy giờ đã nội thuộc Đại Việt) để tránh bão.
Năm 1474, giữa Đại Việt và Champa lại xảy ra chiến sự. Lê Thánh Tông sai Kỳ quận công Bình chương quân quốc trọng sự Lê Niệm đem đại quân xâm nhập vào lãnh địa Panduranga và bắt giải Maha Sajai về Thăng Long. Tại đây ông bị hành hình. Từ lúc này, triều đại Vijaya chính thức cáo chung, liên minh Champa cũng phân rã.